# Liste von Persönlichkeiten des US-Bundesstaates Oklahoma
Die nachfolgende Liste von Persönlichkeiten des US-Bundesstaates Oklahoma enthält eine Auswahl ohne Bewertung.

## Personen
- Troy Aikman (* 1966), Footballspieler
- Carl Albert (1908–2000), Politiker
- Chet Baker (1929–1988), Jazzmusiker, Sänger und Komponist
- Johnny Bench (* 1947), Baseballspieler
- James Bracken (1909–1972), Songwriter, Mitbegründer und Mitbetreiber von Vee-Jay Records
- Garth Brooks (* 1962), Country-Musiker
- J. J. Cale (1938–2013), Sänger, Musiker, Komponist
- Kristin Chenoweth (* 1968), Musicalsängerin und Schauspielerin
- Walter Cronkite (1916–2009), Fernsehjournalist
- Yvonne Doughty (1927–2004), Schauspielerin
- Joe Exotic (* 1963), ehemaliger Besitzer eines Privatzoos, verurteilter Straftäter, bekannt aus der Netflix-Dokuserie Großkatzen und ihre Raubtiere
- Geronimo (1829–1909), Indianerhäuptling
- Woody Guthrie (1912–1967), Singer-Songwriter
- Lee Hazlewood (1929–2007), Musiker
- Van Heflin (1908–1971), Filmschauspieler
- Stephen Hillenburg (1961–2018), US-amerikanischer Comiczeichner, Cartoon-Produzent, Animator, Regisseur, Drehbuchautor, Schauspieler, Synchronsprecher, Meeresbiologe, sowie der Erfinder der Zeichentrickfigur SpongeBob Schwammkopf
- Susan E. Hinton (* 1948), Schriftstellerin
- Malese Jow (* 1991), Schauspielerin und Sängerin
- Toby Keith (1961–2024), Country-Musiker
- Shannon Lucid (* 1943), Astronautin
- Moon Martin (1945–2020), Sänger und Songwriter
- Rue McClanahan (1934–2010), Schauspielerin
- Reba McEntire (* 1955), Country-Musikerin
- Shannon Miller (* 1977), Kunstturnerin
- Chuck Norris (* 1940), Schauspieler
- Lee Pace (* 1979), Schauspieler
- Patti Page (1927–2013), Country- und Pop-Sängerin
- Brad Pitt (* 1963), Schauspieler
- Tony Randall (1920–2004), Schauspieler
- Will Rogers (1879–1935), Komiker
- Blake Shelton (* 1976), Country-Musiker
- Jack Swagger (* 1982), Wrestler bei der WWE
- John Michael Talbot (* 1954), Musiker
- Maria Tallchief (1925–2013), Primaballerina
- Ryan Tedder (* 1979), US-amerikanischer Musiker, Liederkomponist und Musikproduzent
- B. J. Thomas (1942–2021), Pop- und Countrysänger
- Carrie Underwood (* 1983), American Idol Gewinnerin 2005
- Stand Watie (1806–1871), indianischer Politiker und General
- Wes Welker (* 1981), US-amerikanischer Footballspieler

## Musikgruppen
- The All-American Rejects
- Hanson